# Stiftsgymnasium
Stiftsgymnasium (bzw. Stiftsschule) ist in der Regel die Bezeichnung für eine in einem Stift untergebrachte oder von einem Stift getragene Bildungseinrichtung.
Gegenwärtig existieren Stiftsschulen 
in Deutschland:
- Stiftsschule Essen
- Stiftsschule Hörde in Dortmund
- Stiftsschule St. Johann, Amöneburg in Hessen
- Städtisches Stiftsgymnasium Xanten
- Stiftsgymnasium Sindelfingen

in Österreich:
- Stiftsgymnasium Kremsmünster, Oberösterreich
- Stiftsgymnasium Lambach, Oberösterreich
- Stiftsgymnasium Melk, Niederösterreich
- Stiftsgymnasium Seitenstetten, Niederösterreich
- Stiftsgymnasium St. Paul, Kärnten
- Stiftsgymnasium Wilhering, Oberösterreich

in der Schweiz:
- Stiftsschule Einsiedeln, geführt vom Kloster Einsiedeln
- Stiftsschule Engelberg, siehe Kloster Engelberg